# Jelena Burukina
Jelena Nikolajevna Burukina (ryska: Елена Николаевна Бурухина), född den 9 mars 1977, är en rysk längdåkare som tävlat i världscupen sedan 1997.
Burukinas bästa resultat i en världscuptävling är från säsongen 2000/2001 då hon blev tvåa på 5 kilometer. Burukina har deltagit i två olympiska spel och hennes bästa resultat är en 13:e plats på 15 kilometer vid OS 2002 i Salt Lake City.
Burukinas främsta merit är från VM 2003 då hon dels tog silver på 30 kilometer och dels var med i det ryska stafettlag som ursprungligen kom fyra i stafett. Laget fick bronsmedaljerna retroaktivt sedan det visade sig att finländskan Kaisa Varis varit dopad.